# Truncatoflabellum angustum
Espèce
Statut CITES
Truncatoflabellum angustum est une espèce de coraux appartenant à la famille des Flabellidae.